# Samtgemeinde Leinebergland
Die Samtgemeinde Leinebergland gehört zum Landkreis Hildesheim im Land Niedersachsen (Deutschland). Sie wurde am 1. November 2016 durch Fusion der Samtgemeinden Gronau (Leine) und Duingen gebildet. Verwaltungssitz ist die Stadt Gronau (Leine), in Duingen besteht eine Außenstelle mit Bürgerbüro weiter. Sie ist die einzige Samtgemeinde im Landkreis Hildesheim.

## Samtgemeindegliederung
- Flecken Eime
- Flecken Duingen
- Stadt Gronau (Leine) – Samtgemeindesitz

## Geschichte
Seit 2013 haben die Samtgemeinden Gronau (Leine) und Duingen über die Fusion zu einer gemeinsamen Samtgemeinde verhandelt, im Winter 2014 haben dann alle Mitgliedsgemeinden der Fusion zugestimmt. Gleichzeitig wurde auch beschlossen, die Gemeinden der Samtgemeinde Gronau (Leine), mit Ausnahme von Eime, mit der Stadt Gronau (Leine) sowie die Gemeinden der Samtgemeinde Duingen mit dem Flecken Duingen zu verschmelzen.

## Politik

### Samtgemeinderat
- SPD: 14
- CDU: 9
- WGL: 3
- Grüne: 3
- FDP: 1
- Linke: 1
- AfD: 1

Der Samtgemeinderat Leinebergland setzt sich aus 32 Ratsmitgliedern zusammen. Dies ist die festgelegte Anzahl für eine Samtgemeinde mit einer Einwohnerzahl zwischen 15.001 und 20.000 Einwohnern. Die aktuelle Amtszeit begann am 1. November 2021 und endet am 31. Oktober 2026.
Stimmberechtigt im Samtgemeinderat ist außerdem der hauptamtliche Samtgemeindebürgermeister.

#### Sitzverteilung
- SPD: 14 Sitze
- CDU: 9 Sitze
- Wählergemeinschaft Leinebergland: 3 Sitze
- Grüne: 3 Sitze
- FDP: 1 Sitz
- Die Linke: 1 Sitz
- AfD: 1 Sitz

(Stand: Kommunalwahl 12. September 2021)

### Samtgemeindebürgermeister
Am 12. September 2021 wurde Volker Senftleben (SPD) mit 68,26 % der Stimmen zum Samtgemeindebürgermeister gewählt. Seine Stellvertreter sind Ulf Gabriel (SPD), Klaus Krumfuß (CDU) und Markus Engel (SPD).

#### Bisherige Amtsinhaber
- 2016–2021: Rainer Mertens (SPD)

### Wappen
| Wappen von Samtgemeinde Leinebergland | Blasonierung: „Über silbernen Wellenschildfuß, darin zwei blaue Wellenleisten, auf goldenem Schild ein grüner Dreiberg von dessen linker Kuppe ein roter Hirsch springt.“ |
| Wappen von Samtgemeinde Leinebergland | Wappenbegründung: noch offen |

## Feuerwehr
Der Brandschutz erfolgt ausschließlich über Freiwillige Feuerwehren in den Mitgliedsgemeinden und jeweiligen Ortsteilen.
Die Feuerwehren sind in folgende 6 Züge unterteilt:
1. Zug – Eime/Banteln
2. Zug – Despetal
3. Zug – Siebenberge
4. Zug – Gronau (Leine)
5. Zug – Külftal
6. Zug – Duingen/Marienhagen